# Xã đặc quyền Benton, Michigan
Xã Benton (tiếng Anh: Benton Township) là một xã thuộc quận Berrien, tiểu bang Michigan, Hoa Kỳ. Năm 2010, dân số của xã này là 14.749 người.